# 2020年西南航空安托诺夫安-26坠毁事故
2020年8月22日，一架由南苏丹西南航空运营的安托诺夫安-26运输机在该国朱巴国际机场起飞时发生事故，机上共9人中有8人罹难、1人生还。

## 背景
西南航空成立于2017年，旗下的一架Let L-410飞机曾于2018年发生一起事故，造成20人死亡。2019年4月，南苏丹总统萨尔瓦·基尔·马亚尔迪特禁止机龄20年以上的飞机在该国执行客运业务。

## 事故过程
据目击者报告，本次涉事飞机起飞后不久失去动力，在朱巴国际机场附近的居民区坠落。事故不太可能是天气恶劣导致。初步报道称有7～17人身亡，1名幸存者被送往医院，情况危殆。南苏丹交通运输部长表示机上有5名机组人员，均为俄罗斯籍。事故早期的报道称飞机在居民接近时起火。
一些媒体报道本机是联合国世界粮食计划署的包机，机上载有多余部件、摩托车、食物和非政府组织的人员工资等。但世界粮食计划署随后澄清本机实为南苏丹一家公司承包，服务联合国旗下诸多组织。

## 各方反应
南苏丹总统萨尔瓦·基尔·马亚尔迪特要求该国交通运输部在评估航机的适航性时“遵守国际标准”，还表示“应对如此悲剧的难度可想而知，但我们要一起努力找出事故的原因，吸取教训，防止类似的事件再次发生”。